# Sojuz 32
Salut 6 EO-3 (kod wywoławczy «Протон» - Proton) – trzecia podstawowa załoga stacji Salut 6 i zarazem siódmy udany załogowy lot kosmiczny na tę stację. Załoga powróciła na Ziemię na pokładzie statku Sojuz 34.  

## Załoga

### Start
- Władimir Lachow (1) – ZSRR
- Walerij Riumin (2) – ZSRR

### Rezerwowa
- Leonid Popow (1) – ZSRR
- Walentin Lebiediew (2) – ZSRR

(liczba w nawiasie oznacza liczbę lotów odbytych przez każdego z kosmonautów)

### Lądowanie
Sojuz 32 powrócił na Ziemię bez załogi.

## Przebieg misji
Trzecia długoterminowa załoga pozostała na pokładzie stacji przez 175 dni. Podczas tej misji kosmonauci rozładowali trzy statki towarowe: Progress 5 (start z Ziemi 12.03.1979, połączenie ze stacją 14.03 - 3.04.1979), Progress 6 (start z Ziemi 13.05.1979, połączenie ze stacją 15.05 - 8.06.1979) i Progress 7 (start z Ziemi 28.06.1979, połączenie ze stacją 30.06 - 18.07.1979), a także statek bez załogi Sojuz 34 (start z Ziemi 6.06.1979, połączenie ze stacją 8.06 - 19.08.1979, w którym kosmonauci powrócili na Ziemię), które przycumowały do stacji przywożąc żywność, paliwo i wyposażenie naukowe. Łączna masa materiałów i urządzeń dostarczonych w tych pojazdach na pokład Saluta 6 wyniosła 4538 kg. 
Załoga zrealizowała obszerny program badań i eksperymentów. Główną uwagę poświęcono doświadczeniom biologicznym, badaniom medycznym oraz ćwiczeniom fizycznym. Za pomocą przyrządu „Biograwistat” zrealizowano kolejny cykl badań rozwoju wyższych roślin w warunkach sztucznej grawitacji. W kosmicznej cieplarni „Oasis” przeprowadzono badania nad rozwojem wyższych roślin, w szczególności pszenicy w warunkach nieważkości. Prowadzono również eksperymenty z dziedziny materiałoznawstwa. W urządzeniach „Spław” i „Kristałł” zrealizowano doświadczenia mające na celu uzyskanie w stanie nieważkości monokryształów germanu, arsenku indu, antymonku indu, arsenku galu i siarczku kadmu. Wykonano szereg eksperymentów przy użyciu aparatury „Wyparka” przeznaczonej do nanoszenia powłok metalicznych na różne powierzchnie metodą odparowania w warunkach próżni kosmicznej i nieważkości. W pośredniej komorze stacji Salut 6 zmontowano radioteleskop kosmiczny KRT-10 dostarczony w elementach w statku Progress 7. Radioteleskop był wykorzystywany do badań astrofizycznych i geofizycznych. Jego montaż dostarczył wiele wskazówek na temat konstruowania radioteleskopów w warunkach kosmicznych. KRT-10 składał się z anteny parabolicznej o średnicy 10 m, wielkokanałowej, bardzo czułej aparatury odbiorczej i zapisu danych pomiarowych. Radioteleskop został zmontowany po odcumowaniu Progressa 7. Badania prowadzono łącznie z obserwacjami prowadzonymi za pomocą radioteleskopu naziemnego o średnicy anteny 70 m, znajdującego się w Ośrodku Dalekosiężnej Łączności Kosmicznej na Krymie. Od 24 lipca do 9 sierpnia 1979 roku kosmonauci przeprowadzili kilka cyklów radiokartografowania Drogi Mlecznej i wydzielonych obszarów powierzchni Ziemi, a także śledzili promieniowania Słońca oraz jednego z pulsarów. 15 sierpnia Lachow i Riumin pracowali przez 1 godzinę i 23 minuty na zewnątrz stacji. Przeprowadzili demontaż anteny radioteleskopu KRT-10, która po ukończeniu badań 9 sierpnia w czasie próby oddzielenia jej od stacji została wprowadzona w drgania i uległa zablokowaniu. Kosmonauci wykonali demontaż, gdyż antena zakrywała węzeł cumowniczy stacji i po oddzieleniu odrzucili antenę w przestrzeń. W czasie przebywania na zewnątrz stacji zdjęli też z zewnętrznej ściany przyrządy układu rejestracji mikrometeorytów, a także tace z próbkami rozmaitych materiałów konstrukcyjnych, optycznych, termoizolacyjnych oraz tworzyw sztucznych. Część tych przedmiotów znajdowała się na powierzchni Saluta 6 od czasu wprowadzenia go na orbitę 29 września 1977 roku, a pozostałe zostały tam umieszczone przez W. Kowalonka i A. Iwanczenkowa w czasie ich wyjścia na zewnątrz stacji. 
W drugim miesiącu lotu stacji pojazd Sojuz 33 nie zdołał połączyć się z zespołem orbitalnym na skutek awarii silnika głównego. Z uwagi na upływający 26 maja 90-dniowy termin gwarancji bezpiecznego lotu kapsuła Sojuza 32 została odesłana na Ziemię bez załogi. Na jej pokład kosmonauci załadowali rezultaty eksperymentów i niepotrzebne wyposażenie stacji. W. Lachow i W. Riumin powrócili na Ziemię 19 sierpnia 1979 roku, lądując w odległości 170 km na płd. wsch. od Żezkazganu. Ustanowili nowy rekord pobytu w warunkach kosmicznych wynoszący 175 dni i 36 minut. Po powrocie przeszli dobrze okres readaptacji do warunków ziemskich. Dzięki lotowi udowodniono, że człowiek może przebywać i pracować w kosmosie przez okres pół roku.